# Li Meifang
Li Meifang (Lianyungang, 20 augustus 1978) is een Chinees voormalig wielrenster. Zij nam deel aan de puntenkoers op de Olympische Zomerspelen 2004.
Tussen 2002 en 2008 won zij zesmaal de Aziatische kampioenschappen wielrennen op het onderdeel tijdrit. Van 2005 tot en met 2009 maakte ze deel uit van het "Giant Pro Cycling"-team voor op de weg, daarna verdween ze voor wat wielrennen betreft uit zicht.

## Erelijst

### Baan
| Jaar  | CK | AK | WK                               | Overige                            |
| ----- | -- | -- | -------------------------------- | ---------------------------------- |
| Elite |    |    |                                  |                                    |
| 2003  |    |    | 16e achtervolging                |                                    |
| 2004  |    |    | 5e puntenkoers 16e achtervolging | Olympische Spelen: 13e puntenkoers |
| 2005  |    |    | 4e puntenkoers 11e scratch       |                                    |
| 2006  |    |    | 21e achtervolging                | Aziatische Spelen: · achtervolging |
| 2007  |    |    | 20e achtervolging                |                                    |

### Weg
1998
 Chinees kampioenschap tijdrijden
2002
 Aziatisch kampioenschap tijdrijden
 Aziatisch Spelen: tijdrijden
2003
 Aziatisch kampioenschap tijdrijden
2004
 Aziatisch kampioenschap tijdrijden
2005
 Aziatisch kampioenschap tijdrijden
 Chinees kampioenschap tijdrijden
2006
 Aziatisch Spelen: tijdrijden
2007
 Aziatisch kampioenschap tijdrijden
 Chinees kampioenschap tijdrijden
4e etappe Ronde van Chongming
Eindklassement Ronde van Chongming
2008
 Aziatisch kampioenschap tijdrijden
2e etappe Ronde van Chongming
Eindklassement Ronde van Chongming
Ronde van Chongming (ITT)